# Католический университет Святого Сердца
Католический университет Святого Сердца (итал. Università Cattolica del Sacro Cuore, UCSC) — католический элитный университет, расположенный в Милане, Италия. Вспомогательные кампусы находятся в Брешиа, Пьяченце, Кремоне, Риме и Кампобассо. Университет Святого Сердца — крупнейший частный университет Европы и один из самых больших и известных католических университетов мира. Университет даёт образование в различных областях гуманитарных и естественных наук.

## История
Университет был основан в 1921 году группой итальянских священников и профессоров. 24 июня этого года он был признан министерством образования Италии, в то же время папа Бенедикт XV официально подтвердил церковный статус учебного заведения.
7 декабря 1921 года состоялась торжественная месса в честь открытия Университета, которую служил один из основателей, отец Агостино Джемелли в присутствии кардинала Акилле Ратти, архиепископа Милана, который тремя месяцами позже будет избран папой под именем Пий XI. Первый учебный корпус располагался на миланской улице Сант-Аньезе, д.2. В октябре 1930 года он был переведён в помещения бывшего монастыря Святого Амвросия, где главный корпус Университета находится и поныне.
После открытия Университета на первый курс было зачислено 68 студентов, распределённых на два факультета: философии и общественных наук. В 2011 году Университет насчитывал более 40 000 студентов и 14 факультетов.

## Структура
Католический институт Святого Сердца включает в себя 14 факультетов:
- Факультет банковского дела, финансов и страхования
- Факультет лингвистики и иностранной литературы
- Факультет искусства и философии
- Факультет математики, физики и естественных наук
- Факультет медицины (филиалы в Риме и Кампобассо)
- Факультет образования
- Факультет политологии
- Факультет психологии
- Факультет сельского хозяйства
- Факультет социологии
- Факультет экономики
- Факультет экономики (филиал в Пьяченце)
- Факультет юриспруденции
- Факультет юриспруденции (филиал в Пьяченце)

## Известные выпускники
- Энрико Маттеи
- Валерио Массимо Манфреди
- Джузеппе Понтиджа
- Чириако де Мита
- Аминторе Фанфани
- Романо Проди
- Оскар Луиджи Скальфаро
- Аттильо Никора
- Паоло Сарди
- Анджело Скола
- Бернардо Антонини
- Луиджи Пазинетти
- Эмилио Карелли